# Pathet Lao

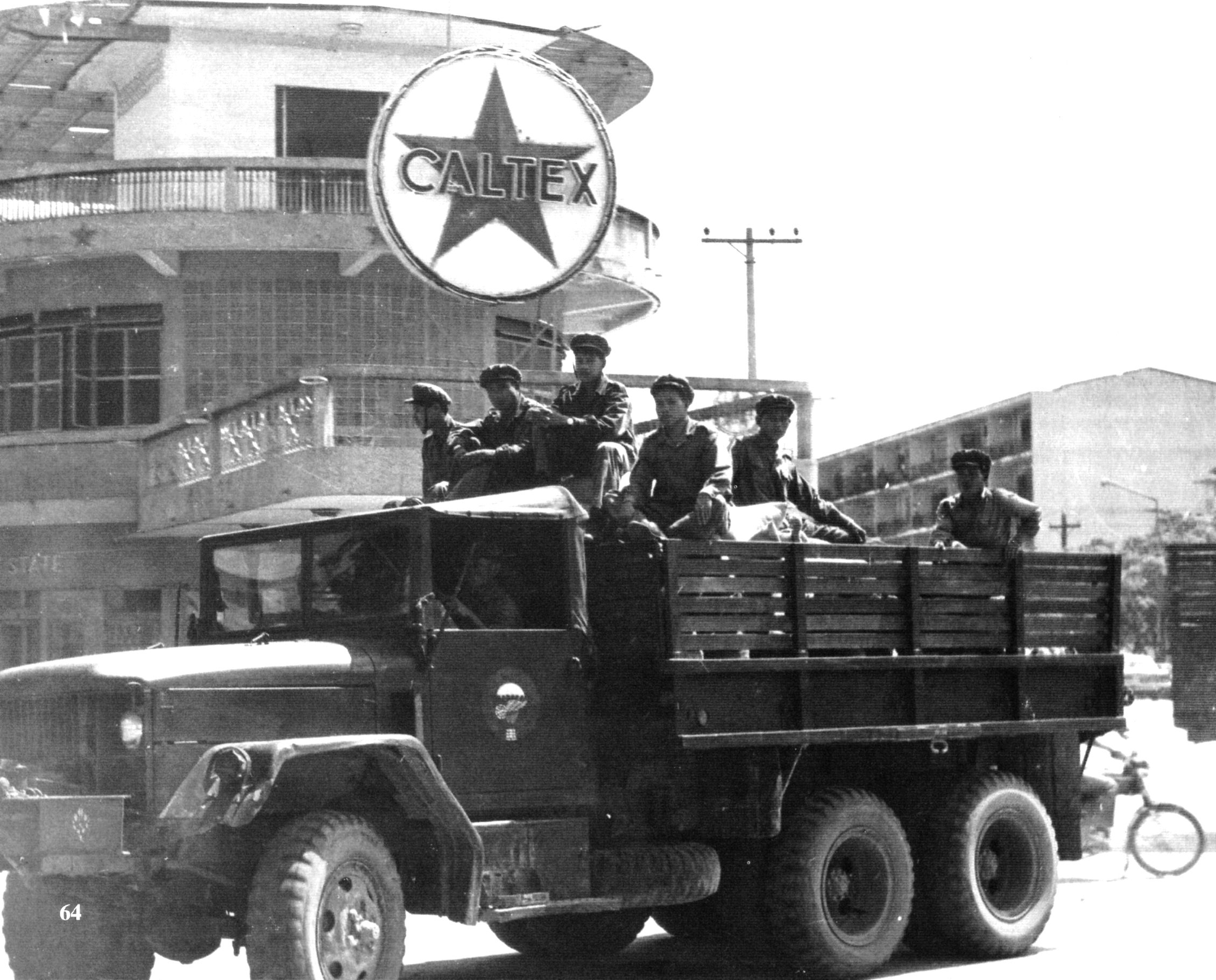
Pathet Lao soldaten in Vientiane (1973)

Pathet Lao  (Laotiaans: ປະເທດລາວ) (=Laotiaans Vaderland) was een op 19 augustus 1950 opgerichte pro-communistische verzetsbeweging uit Laos. De Pathet Lao kwam rechtstreeks voort uit de Lao Issara ('Vrij Laos') beweging. Prins Souphanouvong leidde de organisatie en stond in nauw contact met de Vietnamese leider Hồ Chí Minh. In 1954 werd er een civiele tak opgericht, de Laotiaanse Volkspartij, die deelnam aan diverse coalitieregeringen. Het Laotiaans Patriottisch Front, was de overkoepelende massabeweging. 
De Pathet Lao beheerste grote gebieden in Noord-Laos. Na de communistische machtsovername van 1975 kreeg de Pathet Lao de naam Laotiaanse Revolutionaire Volkspartij.